# Cosmopolitisme (biologia)
En biogeografia, es considera cosmopolita aquella espècie que, en poblacions naturals, es distribueix, com a mínim, per tres continents diferents.
Per exemple, el ratolí domèstic o (Mus musculus) es considera una espècie cosmopolita, ja que es pot trobar a tots els continents, excepte a l'Antàrtida.
Es diu que un tàxon té una distribució cosmopolita si la seva distribució, altrament dita rang, comprèn la major part del món en els hàbitats adequats. Per exemple l'orca té una distribució cosmopolita i s'estén sobre la majoria dels oceans del món. Altres exemples inclouen els humans, l'espècie de liquen Parmelia sulcata i el gènere de mol·lusc Mytilus. Aquesta distribució pot ser el resultat d'una àmplia tolerància als medi ambients, o d'una ràpida dispersió biològica comparada amb el temps necessari per a l'evolució.